# Adok
Adok – miasto w Sudanie Południowym, w stanie Południowe Liech. Port nad Nilem Białym. Liczy poniżej 1000 mieszkańców. Ośrodek przemysłowy.